# Simfonia nr. 1 (Schumann)
Simfonia nr. 1 în Si bemol major, Op. 38, cunoscută și sub denumirea de „Simfonia primăverii”, este prima lucrare simfonică compusă de Robert Schumann.

## Geneza lucrării
După ce s-a căsătorit cu Clara Wieck în 1840, Schumann a scris niște „încercări simfonice”; dar prima lui simfonie a compus numai în 1841. Schumann era bine cunoscut prin piesele sale pentru pian și voce, adică lieduri. Clara l-a încurajat să compună muzică simfonică. În jurnalul său, Clara scrie: „cel mai bine ar fi dacă el ar compune pentru orchestră; imaginația lui nu-și poate găsi oportunități suficiente la pian…Toate compozițiile lui au un caracter orchestral…Dorința mea supremă este să scrie pentru orchestră – ceea ce e domeniul său adevărat! De aș putea convinge pe el!"
Schumann a schițat simfonia în 4 patru zile, de la 23 la 26 ianuarie, și până în 20 februarie s-a finalizat orchestrația.  Premierul a  avut loc în data de 31 martie 1841, în Leipzig, sub bagheta lui Felix Mendelssohn-Bartholdy; simfonia fiind primită cordial.  Conform jurnalului lui Clara, simfonia a fost intitulată după poemul Frühlingsgedicht (germană, „Poezie de primăvară”) de Adolf Böttger. Deși Schumann însuși a spus că a fost inspirat de viața lui proprie, de Liebesfrühling (germană, „ primăvara iubirii”). Începutul simfoniei era asociată cu versurile de încheiere al poeziei de Böttger: "O wende, wende deinen Lauf/Im Thale blüht der Frühling auf!" (germană „O, schimbă, schimbă cursa ta / În vale înflorește primăvara!”). Mai recent, strigătul unui paznic de noapte din Leipzig a fost menționat ca o  sursă de inspirație. Toate acestea dovedesc faptul că simfonia este programatică; specifică muzicii romantice.

Într-o scrisoare către Wilhelm Taubert, Schumann a scris: 
„Poți transmite orchestrei tale un pic din dorul pentru primăvară când ei cântă? Acesta m-a preocupat cel mai mult când am scris simfonia în ianuarie, 1841. Aș dori ca prima intrare al trompetei să sune dacă de parcă ar veni de sus, ca și o chemare la trezire. Mai departe, în introducere, aș dori ca muzica să sugereze schimbarea lumii în verde, probabil cu fluturi plutind în aer, iar apoi în Allegro să se arate cum totul ce are legătură cu primăvara devine viu…Aceste idei mi-au venit în minte numai după ce am terminat piesa.”

## Structura
Orchestrația: 2 flauți, 2 oboi, 2 clarinete, 2 fagote, 4 corni, 2 trompete, 3 tromboane, timpani, trianglu și corzi. Schumann l-a extins folosirea timpaniilor, folosind acordajele neobișnuite ca Si bemol, Sol, Fa în prima parte; Re, La și Fa în al treilea parta, la sugestia verișorului său, Ernst Pfundt. Era prima lucrare orchestrală de mare importanță de acest stil cu trei timpani.  Schumann a făcut revizuiri asupra partiturii, până ce forma definitivă a fost publicată în 1853. Interpretarea simfoniei necesită aproximativ 29-31 de minute. 
Simfonia are patru părți:
1. Andante onu poco maestoso – Allegro molto vivace (Si bemol major)
2. Larghetto (Mi bemol major)
3. Scherzo: Molto vivace – Trio  (sol minor)
4. Allegro animato e grazioso (Si bemol major)

Inițial, fiecare parte a avut titlul său propriu: prima „Începutul primăverii”, a doua „Seara”, a treia „Tovarăși veseli” și ultima „Primăvara în plină înflorire”. Înainte de publicare, Schumann a retras aceste titluri.  Prima parte era descrisă de compozitor ca „chemare la trezire” și „Pasiunea vernală care cuprinde pe bărbați până adânci bătrânețe, și care le surprinde pe ei în fiecare an.” Prima parte începe cu o introducere care evocă atmosfera iernii. Tematica părții principale (Allegro molto vivace) sugerează sosirea primăverii și trezirea vieții; are formă de sonată. Partea a doua, Larghetto constă în premărirea naturii înnoite. Partea a treia este un scherzo cu două trio; predominând bucuria, exultarea. Partea a IV-a are caracter de vals și transmite ideea că promisiunea primăverii se împlinește în vară. Temele părților ulterioare se leagă și dezvoltă cele anterioare. Partea finală prelucrează tema  Kreisleriana, apelând la inspirația romantică și fantastică a pieselor de pian ale compozitorului. Trăsăturile romantice sunt: creșterea rolul instrumentelor de suflat (sunt purtătoare de motive/teme), forma evolutivă, întegrarea elementelor dansante în discursul muzical. 